# 소녀☆가극 레뷰 스타라이트
〈소녀☆가극 레뷰 스타라이트〉(일본어: 少女☆歌劇 レヴュースタァライト)는 일본의 미디어 회사 부시로드(ブシロード)와 공연 중심의 기획사 넬케 플래닝(ネルケプランニング)이 주도하는 무대 공연을 소재로 한 미디어 믹스 프로젝트다. '레뷰'(revue)는 프랑스어로 춤과 노래를 중심으로 하는 연극을 뜻한다.
2017년 4월 30일 발표되어 9월 첫 번째 뮤지컬 공연이 이루어졌고, 2018년 7월부터 9월까지 TV 애니메이션으로 방영되었으며, 모바일 RPG 게임의 출시가 예정되었다.

## 등장인물
- 아이조 카렌

성우: 코야마 모모요
- 카쿠라 히카리

성우: 미모리 스즈코
- 츠유자키 미하루

성우: 이와타 하루키
- 사이조 클로딘

성우: 아이바 아이나
- 텐도 마야

성우: 토미타 마호
- 호시미 준나

성우: 사토 히나타
- 다이바 나나

성우: 코이즈미 모에카
- 이스루기 후타바

성우: 이쿠타 테루
- 하나야기 카오루코

성우: 이토 아야사

## 만화
아야사키 츠바키가 그린 뮤지컬 '부타이 리뷰 스타라이트: 쇼 머스트 고 온(Show Must GO ON)과 마키마키 마와루의 4컷 만화 시리즈(연코마 스타라이트(よんこまのすたぁらいと)는 모두 2018년 1월 6일부터 월간 부시로드 잡지에서 연재되기 시작했다. 나카무라 가나가 쓰고 소라 고토가 삽화를 그린 세 번째 만화는 2018년 1월 30일부터 아스키 미디어웍스의 덴게키 G의 코믹 잡지에 연재되기 시작했다.

## 게임
2018년 10월 22일, Ateam / Busiroad 가 개발한 일본 전용 스마트폰 게임 레뷰 스타라이트 -Re LIVE -가 안드로이드 기기용으로 출시되었고, 10월 28일에 iOS 버전이 출시되었다. 캐릭터 수집 RPG 게임 형식이다. 게임은 애니메이션 시리즈와 다른 새로운 이야기를 담고 있으며, 애니메이션의 9명의 주인공을 포함하여 4개의 다른 연기 학교에서 온 24명의 등장인물이 등장한다. 2019년 4월 22일 영어, 한국어, 중국어로 현지화된 이 게임의 세계적인 버전이 출시되었다.